# My Little World
"My Little World" ("O meu pequeno mundo") foi a canção que representou a Áustria no Festival Eurovisão da Canção 1976, interpretada em  inglês (a primeira vez que a Áustria enviou uma canção em inglês e não em alemão) pelo duo Waterloo & Robinson (nomes verdadeiros:Josef Krassnitzer e Johann Kreuzmayr)
A canção foi a 14.ª a ser interpretada na noite do festival, a seguir à canção italiana "We'll live it all again (lo rivivrei) interpretada por Al Bano & Romina Power e antes da  canção portuguesa  "Uma flor de verde pinho", interpretada por Carlos do Carmo.  A canção austríaca terminou a competição recebendo 80 pontos e classificando-se em 5.º lugar, entre 18 países.
A canção é sobre a felicidade que o cantor tem ai ao amar a sua namorada. Ele canta que "Eu não tenho necessidade de novas sensações/Tudo o que eu quero é uma vida simples."